# Рушиново (Ярославская область)
Рушиново — деревня в Переславском районе Ярославской области.

## История
В 1568 году поместное село Конюцкого стана Ивана и Фёдора Чечёткиных Забелиных, а раньше было за Меншиком Васильевым Харлановым. К селу деревня Еремейцево и пустошь Бекобино. В 1569 году царь Иван Грозный отдал эту вотчину в полном составе в Данилов монастырь, во владении коего оно и оставалось до секуляризации 1764 года.
В 1609 году в Смутное время в Рушинове была деревянная развалившаяся церковь, двор монастырский и 3 двора крестьянских, животы их пограбили воры литовские люди. По писцовой книге 1628 года здесь показан двор монастырский и 3 двора бобыльских, в них 28 человек.
В 2018 году СМИ сообщали, что неподалёку от деревни в поле построен частный приют для животных «Юста», работающий по государственным контрактам. Туда свозят отловленных бродячих собак сразу из трех областей — Московской, Владимирской и Ярославской. Приют представляет собой несколько огороженных забором деревянных построек без электричества и водснабжения, где в антисанитарных условиях работают трудовые мигранты из стран Средней Азии